# فالنتين إيروكين
فالنتين إيروكين هو لاعب كرة قدم ومدرب كرة قدم روسي في مركز الوسط، ولد في 24 يوليو 1945. لعب مع نادي روستوف أون دون ونادي روستوف.